# Krzysztof Nawratek
Krzysztof Nawratek (Gliwice, 1970) es un arquitecto y urbanista polaco.

## Biografía
Graduado como arquitecto y urbanista en la Universidad Politécnica de Silesia, ha trabajado en Polonia, en Letonia para el ayuntamiento de Riga y la oficina de arquitectura NAMS, y en Irlanda, como urbanista en la empresa del también urbanista Colin Buchanan. Es profesor de Humanidades y Arquitectura en la universidad británica de Sheffield. Anteriormente, había impartido clases en la Universidad de Plymouth y en la Universidad de Letonia. También trabajó como investigador en el National Institute for Regional and Spatial Analysis de Maynooth, Irlanda. Su campo de investigación principal es la teoría urbana, en concreto la evolución de las ciudades postsocialistas, la crisis de la ciudad neoliberal y la reindustrialización urbana.
Ha formado parte del comité de selección de las contribuciones de Polonia a la Bienal de Arquitectura de Venecia de 2012 y de 2014. Como escritor, es autor de Ideologie W Przestrzeni. Próby Demistyfikacji (Cracovia-Universitas, 2005), City as a Political Idea (University of Plymouth Press, 2011), Holes in the Whole. Introduction to the Urban Revolutions (Winchester Zero Books, 2012) y Radical Inclusivity. Architecture and Urbanism (DPR-Barcelona, 2015), entre otros libros, capítulos y artículos publicados.